# Čerťák

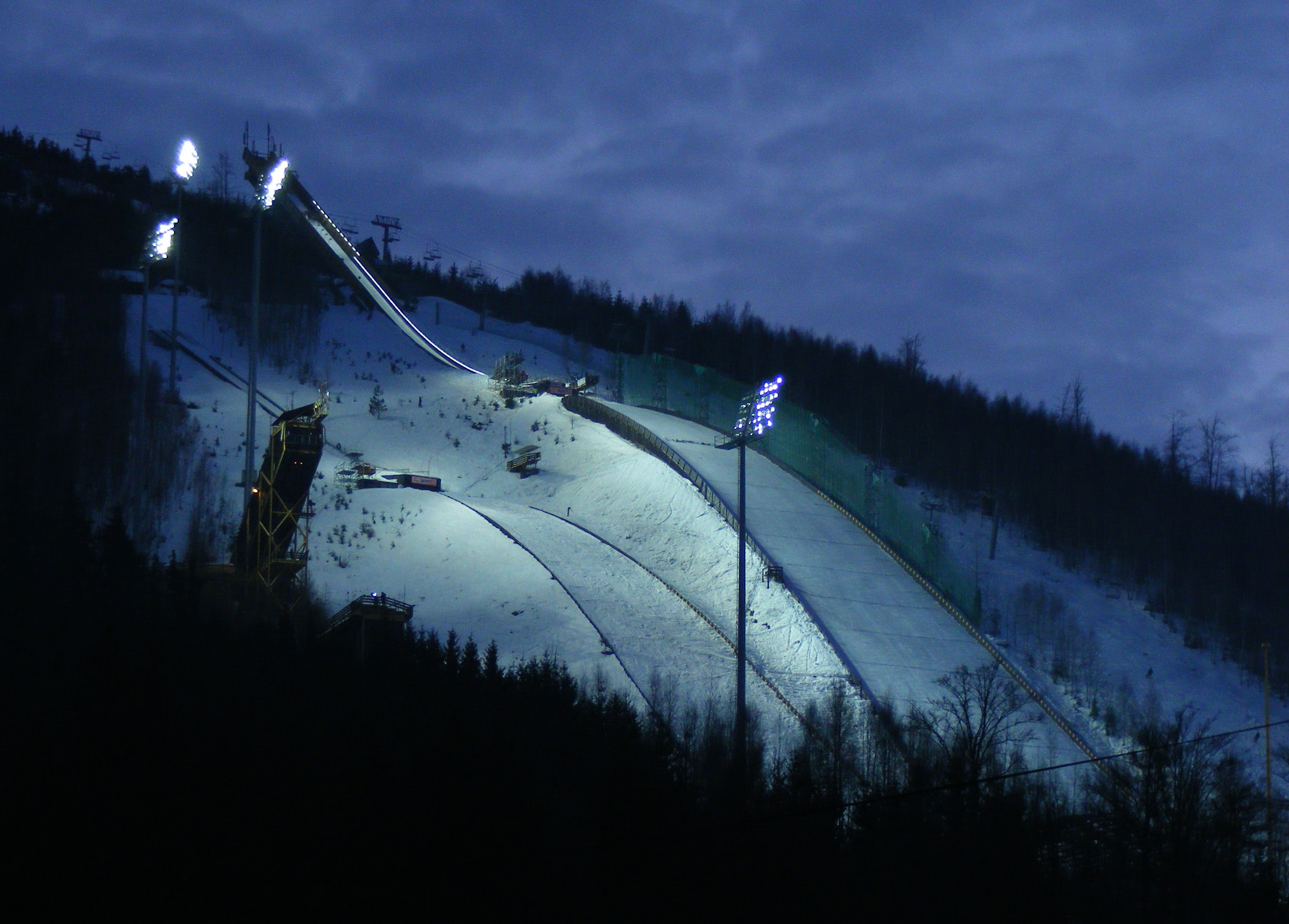
Čerťák om natten.

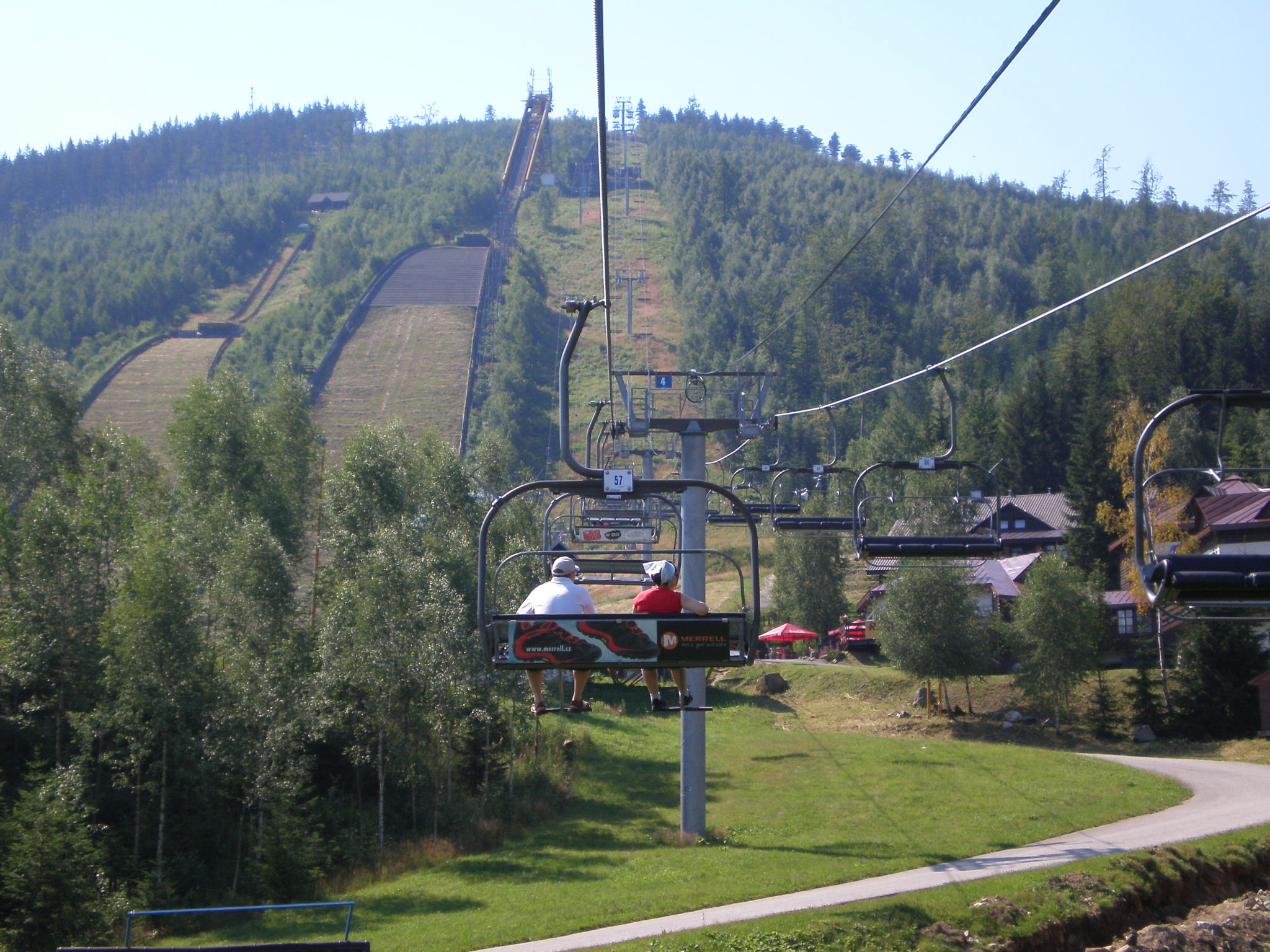
Harrachov

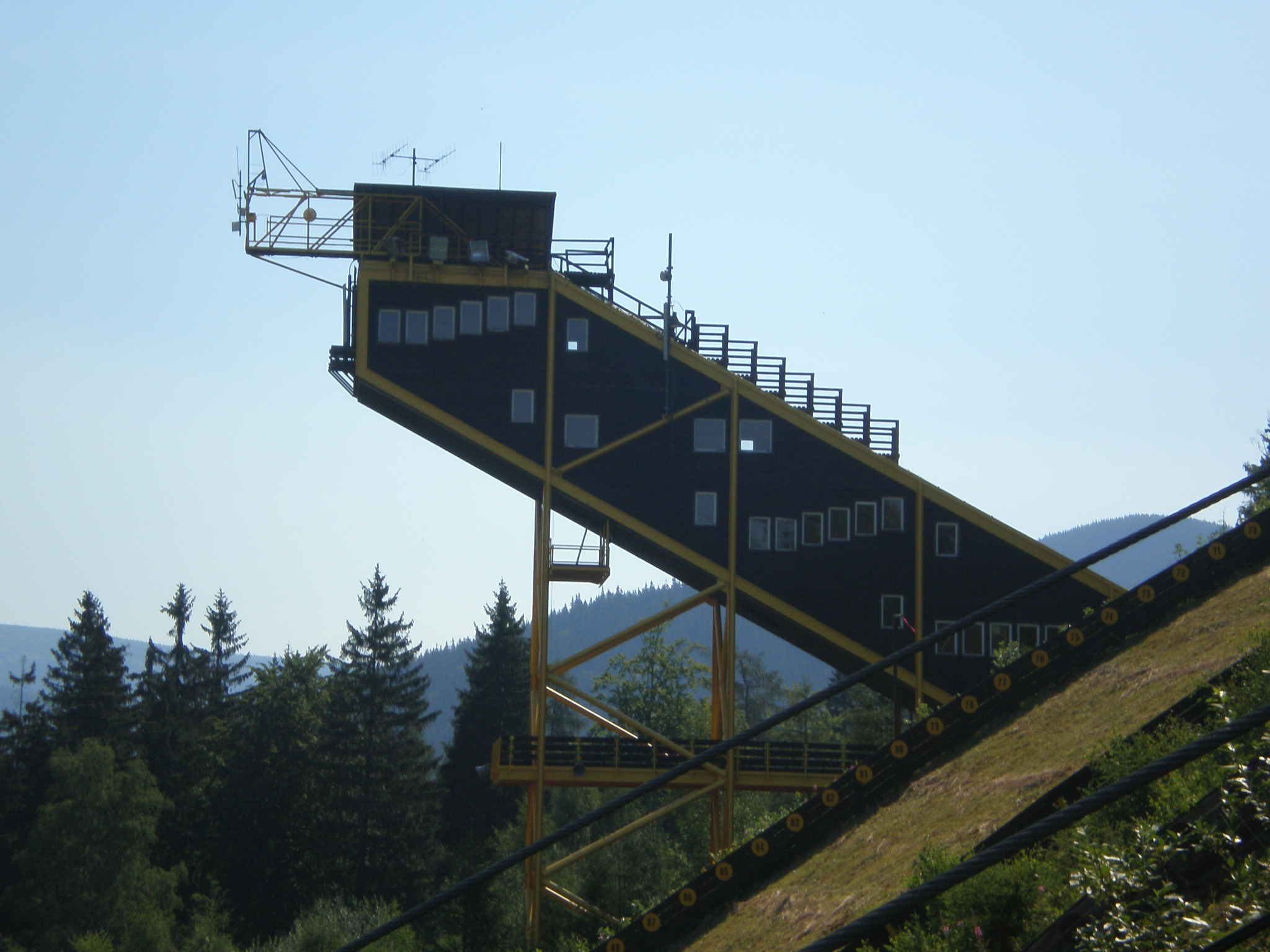
Tornet

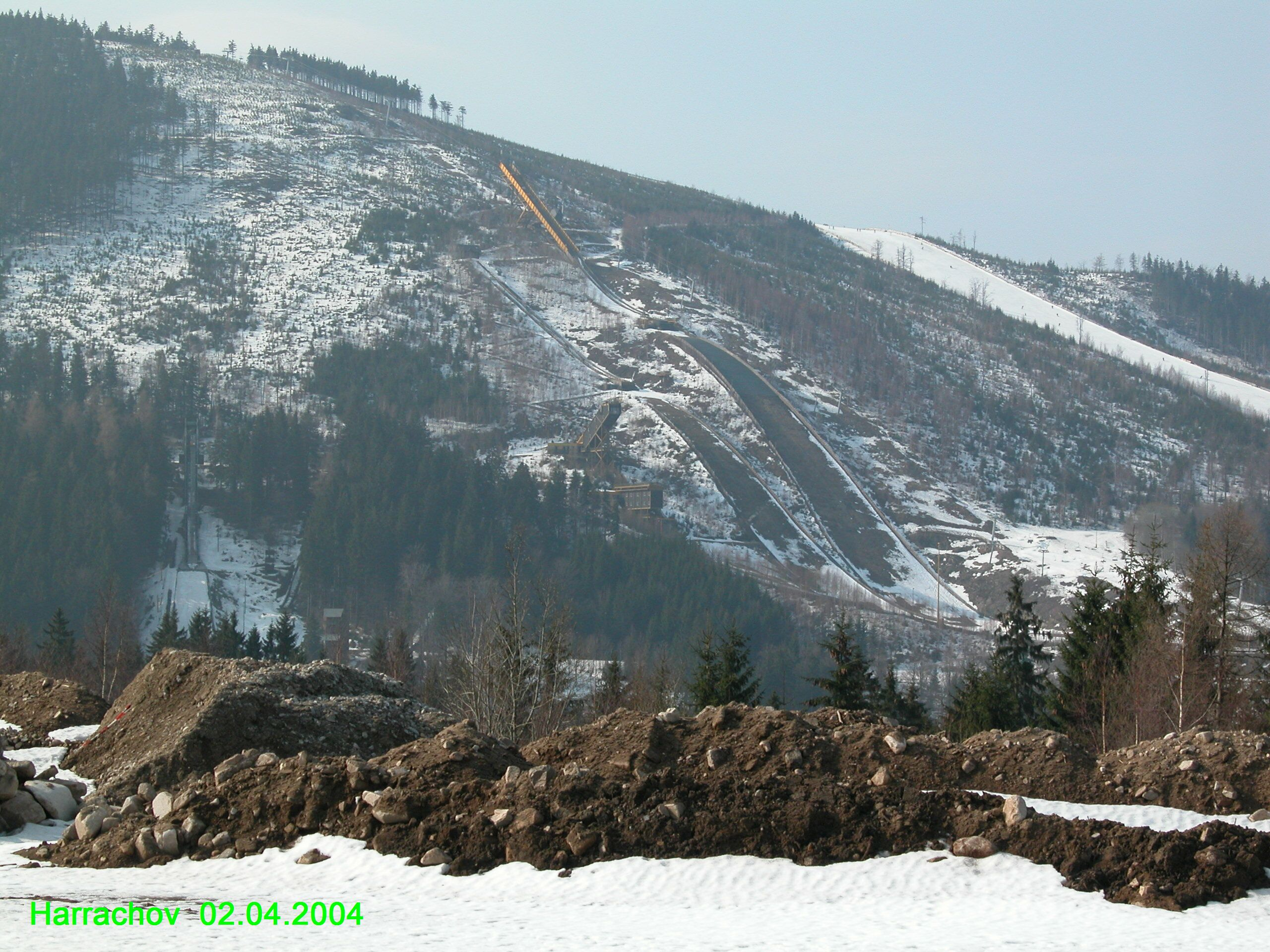

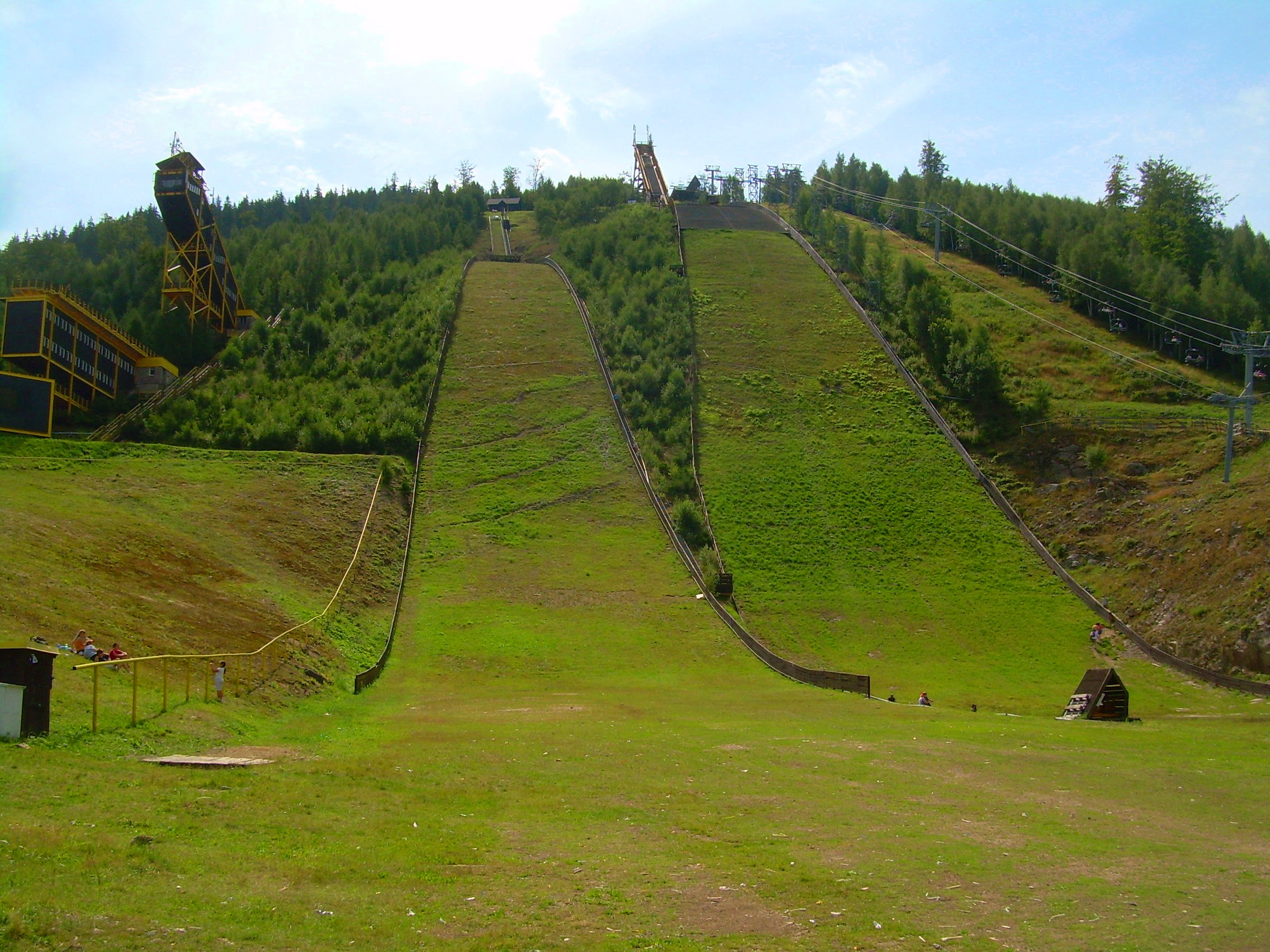
Čerťák 2008

Čerťák är en backhoppsanläggning med 5 hoppbackar i tjeckiska Harrachov nära gränsen till Polen. I Čerťák arrangeras regelmässig tävlingar i världscupen i backhoppning, kontinentalcupen, världscup i skidflygning och världsmästerskap i skidflygning.

## Historia
Skidflygningsbacken byggdes mellan 1977 och 1979. Backen invigdes mars 1980. K-punkten är 185 meter (K185) och backstorleken 205 meter (HS205). Världsmästerskapen i skidflygning arrangerades här 1983. Skidflygningsbacken i Harrachov upplavde många otäcka fallolyckor med svåra skador. FIS stängde till slut backen och den fick ombyggas. 1992 reöppnades backen i nytt skick. Säkerheten för backhopparna var blivit bättre. Andreas Goldberger var den första att hoppa över 200 meter (204 meter 1996) i backen.
Det har arrangerats VM i skidflygning i backen 1983, 1992 och 2002. VM 2014 skal avholdas här.
Gällande backrekord är 214,5 meter, satt av Matti Hautamäki (Finland) i skidflygnings-VM 9 mars 2002 (tangerad av Thomas Morgenstern (Österrike) under träning i världscupen 18 januari 2008.

### Backrekord skidflygningsbacken
| Datum            | Namn                 | Längd |
| ---------------- | -------------------- | ----- |
| 27 mars 1980     | Armin Kogler         | 176 m |
| 19 mars 1983     | Pavel Ploc           | 181 m |
| 23 februari 1985 | Ole Gunnar Fidjestøl | 183 m |
| 9 mars 1996      | Roar Ljøkelsøy       | 201 m |
| 9 mars 1996      | Andreas Goldberger   | 201 m |
| 9 mars 1996      | Jakub Jiroutek       | 201 m |
| 9 mars 1996      | Jan Balcar           | 203 m |
| 9 mars 1996      | Andreas Goldberger   | 204 m |

| Datum           | Namn               | Längd   |
| --------------- | ------------------ | ------- |
| 13 januari 2001 | Matti Hautamäki    | 205 m   |
| 13 januari 2001 | Adam Małysz        | 206,5 m |
| 14 januari 2001 | Risto Jussilainen  | 212,5 m |
| 9 mars 2002     | Anders Bardal      | 212,5 m |
| 9 mars 2002     | Matti Hautamäki    | 214,5 m |
| 18 januari 2008 | Thomas Morgenstern | 214,5 m |
| 19 januari 2008 | Thomas Morgenstern | 214,5 m |

Källa för backrekorden: Skisprungschanzen-Archiv och FIS.
Stora backen byggdes (1977 - 1979) och förbattrades och reöppnades (1992) samdtidigt med skidflygningsbacken. Stora backen har K-punkt 125 meter (K125) och backstorlek 142 meter (HS142). Janne Ahonen har backrekordet på 145,5 meter från 12 december 2004.
Stora backen har arrangerad världscuptävlingar flera gånger, sista gången december 2005. (Världscuptävlingarna december 2006, 2009 och 2010 inställdes på grund av snöbrist och oväder.) Kontinentalcuptävlingar har blivit arrangerad 2000, 2001, 2004 og 2005.

### Backrekord stora backen
| Datum           | Namn              | Längd |
| --------------- | ----------------- | ----- |
| 5 januari 1980  | Ladislav Jirásko  | 59 m  |
| 6 januari 1980  | František Novotný | 75 m  |
| 6 januari 1980  | Jaroslav Balcar   | 88 m  |
| 6 januari 1980  | Ivo Peterka       | 91 m  |
| 6 januari 1980  | Břetislav Počík   | 97 m  |
| 6 januari 1980  | Ladislav Jirásko  | 101 m |
| 6 januari 1980  | Ivo Felix         | 103 m |
| 6 januari 1980  | Ivo Felix         | 109 m |
| 10 januari 1981 | Armin Kogler      | 122 m |

| Datum            | Namn               | Längd   |
| ---------------- | ------------------ | ------- |
| 6 februari 1983  | Pavel Ploc         | 122 m   |
| 13 januari 1985  | Pavel Ploc         | 123 m   |
| 13 januari 1996  | Andreas Goldberger | 129 m   |
| 14 januari 1996  | Jakub Sucháček     | 137 m   |
| 14 januari 1996  | Kazuyoshi Funaki   | 140 m   |
| 14 januari 1996  | Kazuyoshi Funaki   | 141,5 m |
| 10 december 2004 | Andreas Widhölzl   | 142 m   |
| 11 december 2004 | Adam Małysz        | 143 m   |
| 12 december 2004 | Janne Ahonen       | 145,5 m |

Normalbacken har K-punkt 90 meter (K90) och backstorlek 100 meter (HS100). Sedan 1997 har backen varit försedd med plastmattor, vilket gör att den också kan användas i sommarhalvåret. Backrekordet på snö är 101,5 meter, satt av Wilhelm Brenna (Norge) år 1997. På plast är rekordet 102,5 meter satt av Roman Koudelka (Tjeckien) 2006. Normalbacken användes då Harrachov arrangerade junior-VM år 1993. Det var världscuptävling i backen 1997.
Två mindre backar har K-punkt 70 meter (backrekord 77 meter av Jan Matura 1996) och K-punkt 40 meter (backrekord 43,5 meter av František Vaculík 1999).

### Världsmästerskapen i skidflygning
| År   | Segrare        | Land        |
| ---- | -------------- | ----------- |
| 1983 | Klaus Ostwald  | Östtyskland |
| 1992 | Noriaki Kasai  | Japan       |
| 2002 | Sven Hannawald | Tyskland    |

### Världscupen
| År   | Segrare              | Land      |
| ---- | -------------------- | --------- |
| 1985 | Ole Gunnar Fidjestøl | Norge     |
| 1989 | Ole Gunnar Fidjestøl | Norge     |
| 1992 | Noriaki Kasai*       | Japan     |
| 1996 | Andreas Goldberger   | Österrike |
| 2001 | Adam Małysz          | Polen     |
| 2001 | Adam Małysz          | Polen     |
| 2008 | Janne Ahonen         | Finland   |
| 2011 | Martin Koch (natt)   | Österrike |
| 2011 | Thomas Morgenstern   | Österrike |